# DDR1
DDR1, ili CD167a (klaster diferencijacije 167a), je ljudski gen koji je pripadnik broj 1 familije diskoidin domen receptora.
Receptor tirozin kinaze (RTK) igraju ključnu ulogu u komunikaciji ćelija sa njihovim mikro okruženjem. Ti molekuli su uključeni u regulaciju ćelijskog rasta, diferencijacije i metabolizma. Protein kodiran ovim genom je RTK koji je široko izražen u normalnim i transformisanim epitelnim ćelijama, i koji je aktiviran kolagenom. Ovaj protein pripada potfamiliji receptora tirozin kinaza koje sadrže homologni region sa Dictyostelium discoideum proteinom diskoidin I u njihovom ekstracelularnom domenu. Njegova auto-fosforilacija se postiže svim do sada testiranim kolagenima (tip I - VI). In situ studije i Northern-blot analiza su pokazale da je izražavanje ovog protein ograničeno na epitelske ćelije, posebno u bubrezima, plućima, gastrointestinalnom traktu, i mozgu. Dodatno, ovaj protein je značajno preizražen i u nekoliko ljudskih tumora iz dojki, jajnika, jednjaka, pedijatrijskog mozga. Ovaj gen se nalazi na hromozomu 6p21.3 u blizini nekoliko HLA klasa I gena. Alternativno splajsovanje (engl. splicing) ovog gena proizvodi nekoliko transkript varijanti.

## Literatura
- Edelhoff S, Sweetser DA, Disteche CM (1995). „Mapping of the NEP receptor tyrosine kinase gene to human chromosome 6p21.3 and mouse chromosome 17C.”. Genomics. 25 (1): 309—11. PMID 7774938. doi:10.1016/0888-7543(95)80144-B.
- Shelling AN; Butler R; Jones T;  . (1995). „Localization of an epithelial-specific receptor kinase (EDDR1) to chromosome 6q16.”. Genomics. 25 (2): 584—7. PMID 7789998. doi:10.1016/0888-7543(95)80065-T.
- Weiner TM, Liu ET, Craven RJ, Cance WG (1995). „Expression of growth factor receptors, the focal adhesion kinase, and other tyrosine kinases in human soft tissue tumors.”. Ann. Surg. Oncol. 1 (1): 18—27. PMID 7834423. doi:10.1007/BF02303537.
- Laval S; Butler R; Shelling AN;  . (1995). „Isolation and characterization of an epithelial-specific receptor tyrosine kinase from an ovarian cancer cell line.”. Cell Growth Differ. 5 (11): 1173—83. PMID 7848919.
- Kato JY, Matsuoka M, Strom DK, Sherr CJ (1994). „Regulation of cyclin D-dependent kinase 4 (cdk4) by cdk4-activating kinase.”. Mol. Cell. Biol. 14 (4): 2713—21. PMID 8139570.
- Di Marco E; Cutuli N; Guerra L;  . (1993). „Molecular cloning of trkE, a novel trk-related putative tyrosine kinase receptor isolated from normal human keratinocytes and widely expressed by normal human tissues.”. J. Biol. Chem. 268 (32): 24290—5. PMID 8226977.
- Perez JL; Shen X; Finkernagel S;  . (1994). „Identification and chromosomal mapping of a receptor tyrosine kinase with a putative phospholipid binding sequence in its ectodomain.”. Oncogene. 9 (1): 211—9. PMID 8302582.
- Johnson JD, Edman JC, Rutter WJ (1993). „A receptor tyrosine kinase found in breast carcinoma cells has an extracellular discoidin I-like domain.”. Proc. Natl. Acad. Sci. U.S.A. 90 (12): 5677—81. PMID 8390675. doi:10.1073/pnas.90.12.5677.
- Perez JL, Jing SQ, Wong TW (1996). „Identification of two isoforms of the Cak receptor kinase that are coexpressed in breast tumor cell lines.”. Oncogene. 12 (7): 1469—77. PMID 8622863.
- Valent A; Meddeb M; Danglot G;  . (1996). „Assignment of the NTRK4 (trkE) gene to chromosome 6p21.”. Hum. Genet. 98 (1): 12—5. PMID 8682498. doi:10.1007/s004390050152.
- Playford MP; Butler RJ; Wang XC;  . (1996). „The genomic structure of discoidin receptor tyrosine kinase.”. Genome Res. 6 (7): 620—7. PMID 8796349. doi:10.1101/gr.6.7.620.
- Sakuma S; Saya H; Tada M;  . (1997). „Receptor protein tyrosine kinase DDR is up-regulated by p53 protein.”. FEBS Lett. 398 (2-3): 165—9. PMID 8977099. doi:10.1016/S0014-5793(96)01234-3.
- Nemoto T; Ohashi K; Akashi T;  . (1998). „Overexpression of protein tyrosine kinases in human esophageal cancer.”. Pathobiology. 65 (4): 195—203. PMID 9396043. doi:10.1159/000164123.
- Tanaka K; Nagayama Y; Nakano T;  . (1998). „Expression profile of receptor-type protein tyrosine kinase genes in the human thyroid.”. Endocrinology. 139 (3): 852—8. PMID 9492013. doi:10.1210/en.139.3.852.
- Vogel W, Gish GD, Alves F, Pawson T (1998). „The discoidin domain receptor tyrosine kinases are activated by collagen.”. Mol. Cell. 1 (1): 13—23. PMID 9659899. doi:10.1016/S1097-2765(00)80003-9.
- Shrivastava A; Radziejewski C; Campbell E;  . (1998). „An orphan receptor tyrosine kinase family whose members serve as nonintegrin collagen receptors.”. Mol. Cell. 1 (1): 25—34. PMID 9659900. doi:10.1016/S1097-2765(00)80004-0.
- Vogel W; Brakebusch C; Fässler R;  . (2000). „Discoidin domain receptor 1 is activated independently of beta(1) integrin.”. J. Biol. Chem. 275 (8): 5779—84. PMID 10681566. doi:10.1074/jbc.275.8.5779.
- Foehr ED; Tatavos A; Tanabe E;  . (2000). „Discoidin domain receptor 1 (DDR1) signaling in PC12 cells: activation of juxtamembrane domains in PDGFR/DDR/TrkA chimeric receptors.”. FASEB J. 14 (7): 973—81. PMID 10783152.
- Weiner HL; Huang H; Zagzag D;  . (2001). „Consistent and selective expression of the discoidin domain receptor-1 tyrosine kinase in human brain tumors.”. Neurosurgery. 47 (6): 1400—9. PMID 11126911. doi:10.1097/00006123-200012000-00028.
- Mohan RR, Mohan RR, Wilson SE (2001). „Discoidin domain receptor (DDR) 1 and 2: collagen-activated tyrosine kinase receptors in the cornea.”. Exp. Eye Res. 72 (1): 87—92. PMID 11133186. doi:10.1006/exer.2000.0932.
- Nicholas C. Price; Lewis Stevens (1999). Fundamentals of Enzymology: The Cell and Molecular Biology of Catalytic Proteins (Third изд.). USA: Oxford University Press. ISBN 019850229X.
- Eric J. Toone (2006). Advances in Enzymology and Related Areas of Molecular Biology, Protein Evolution (Volume 75 изд.). Wiley-Interscience. ISBN 0471205036.
- Branden C; Tooze J. Introduction to Protein Structure. New York, NY: Garland Publishing. ISBN 0-8153-2305-0.
- Irwin H. Segel. Enzyme Kinetics: Behavior and Analysis of Rapid Equilibrium and Steady-State Enzyme Systems (Book 44 изд.). Wiley Classics Library. ISBN 0471303097.
- William P. Jencks (1987). Catalysis in Chemistry and Enzymology. Dover Publications. ISBN 0486654605.